# Selene dorsalis
Selene dorsalis is een straalvinnige vis uit de familie van horsmakrelen (Carangidae) en behoort derhalve tot de orde van baarsachtigen (Perciformes). De vis kan maximaal 38 cm lang en 1500 gram zwaar worden. 

## Leefomgeving
Selene dorsalis komt in zeewater en brak water voor. De vis prefereert een subtropisch klimaat en leeft hoofdzakelijk in de Atlantische Oceaan. De diepteverspreiding is 20 tot 100 m onder het wateroppervlak. 

## Relatie tot de mens
Selene dorsalis is voor de visserij van aanzienlijk commercieel belang. In de hengelsport wordt er weinig op de vis gejaagd. 
Voor de mens is Selene dorsalis ongevaarlijk.